# Polo (Automarke)
Polo war eine brasilianische Automarke.

## Markengeschichte
Ein Unternehmen aus Pelotas stellte in den 1980er Jahren Automobile her. Der Markenname lautete Polo. Insgesamt entstanden etwa 30 Fahrzeuge.

## Fahrzeuge
Das einzige Modell war ein VW-Buggy. Er ähnelte dem Giant’s. Ein luftgekühlter Vierzylinder-Boxermotor war im Heck montiert und trieb die Hinterräder an. Die offene Karosserie aus glasfaserverstärktem Kunststoff hatte keine Türen, aber einen Überrollbügel.